# Lesage 01T
 (décembre 2021).
La Lesage 01T est le premier véhicule du constructeur automobile français Lesage Motors, produit à 50 exemplaires par an à partir de 2023,.

## Caractéristiques techniques

### Motorisation
La 01T reçoit le moteur essence Peugeot 3-cylindres Puretech (type EB2 ADTX) de 155 ch et 240 N m de couple, èquipant notamment la seconde génération de Peugeot 2008.